# Östra Sarvasjaure
Östra Sarvasjaure är en sjö i Arvidsjaurs kommun i Lappland och ingår i Byskeälvens huvudavrinningsområde. Sjön har en area på 0,155 kvadratkilometer och ligger 424,1 meter över havet.

## Delavrinningsområde
Östra Sarvasjaure ingår i det delavrinningsområde (728569-166831) som SMHI kallar för Ovan 727989-167338. Medelhöjden är 408 meter över havet och ytan är 49,5 kvadratkilometer. Det finns inga avrinningsområden uppströms utan avrinningsområdet är högsta punkten. Kilisån (Sikån) som avvattnar avrinningsområdet har biflödesordning 2, vilket innebär att vattnet flödar genom totalt 2 vattendrag innan det når havet efter 150 kilometer. Avrinningsområdet består mestadels av skog (69 procent) och sankmarker (29 procent). Avrinningsområdet har 0,37 kvadratkilometer vattenytor vilket ger det en sjöprocent på 0,8 procent.